# Stadionul Ghidighici
Stadionul Ghidighici este un stadion de fotbal din Ghidighici, Republica Moldova. Stadionul are o capacitate de 1500 de locuri și până în 2014 a fost arena de casă a clubului FC Rapid Ghidighici.

## Descriere
Terenul dispune de o terasă cu o mică construcție în mijloc și câteva peluze poziționate pe terasele de beton. Lângă terenul natural, UEFA a inaugurat în 2006 și un mic teren artificial pentru tinerii localnici.
Arena dispune de facilități precum canalizare, drenaj, sistem automat de udare a ierbii, bănci de rezerve acoperite.